# Суисун-Бей
Суисун-Бей (англ. Suisun Bay; залив Суисун, бухта Суисун) — неглубокий залив в северной части американского штата Калифорния, эстуарий сливающихся восточнее рек Сакраменто и Сан-Хоакин. Получил свой название от североамериканского племени Суисун (англ. Suisun), что на языке этого племени означает «люди западного ветра».
На западе залив заканчивается проливом Каркинез-Стрейт, который соединяет её с заливом Сан-Пабло, северной частью залива Сан-Франциско.
Залив известен как место якорной стоянки резервного флота США, где в настоящее время находится более 80 выведенных в резерв кораблей и судов, включая линкор «Айова».
Другое известное судно, находящееся в заливе — Гломар Эксплорер, участвовавшее в подъёме затонувшей советской подводной лодки К-129.